# Alosa cua-roja
L'alosa cua-roja (Pinarocorys erythropygia) és una espècie d'ocell de la família dels alàudids (Alaudidae).

## Hàbitat i distribució
habita zones pedregoses, garrigues, pastures i terres de conreu de l'Àfrica Occidental, Central i Oriental, al sud-est de Guinea, Sierra Leone, Libèria, Costa d'Ivori, Ghana, Togo, Benín, Nigèria, Mali, Burkina Faso, sud de Níger, Camerun, República Centreafricana, República Democràtica del Congo, Txad, Sudan, Sudan del Sud i nord-oest d'Uganda.